# Robertson-Nunatak
Der Robertson-Nunatak ist ein kleiner Nunatak im ostantarktischen Mac-Robertson-Land. Er ragt 30 km nordöstlich des Clemence-Massivs an der Ostflanke des Lambert-Gletschers auf.
Luftaufnahmen entstanden 1950 im Rahmen der Australian National Antarctic Research Expeditions (ANARE). ANARE-Mannschaften, die 1969 und 1971 die Prince Charles Mountains vermessen hatten, kartierten ihn. Das Antarctic Names Committee of Australia benannte ihn nach dem Geophysiker Malcolm J. M. Robertson, der 1970 auf der Mawson-Station tätig und 1971 an den Vermessungen beteiligt war.